# Kyzylskij kožuun
Il Kyzylskij kožuun (in russo Кызылский кожуун?; in tuvano: Кызыл кожуун) è un distretto della Repubblica di Tuva, nella Siberia Orientale. Occupa una superficie di 8 526,65 chilometri quadrati, è suddiviso in 10 sumon, ospita una popolazione di circa 35 868 abitanti e ha come capoluogo l'insediamento di tipo urbano di Kaa-Chem che si trova adiacente alla capitale della repubblica Kyzyl.

## Geografia
Il distretto si trova nella parte centrale della repubblica, principalmente nella depressione di Tuva. A nord - la catena dei monti Ujuk. I maggiori fiumi del distretto sono il Bol'šoj Enisej (Bij-Chem), il Malyj Enisej (Ka Chem) e l'Enisej (Ulug-Chem).